# Gumbinneni csata
A gumbinneni csata az első világháború elején, 1914 augusztusában a német területek elleni orosz támadás első jelentősebb összecsapása volt a keleti front északi részén. Bár a harcmezőn egyik fél sem tudott döntően a másik fölé kerekedni, Maximilian von Prittwitz vezérezredes, a német 8. hadsereg főparancsnoka az oroszok erejét jelentősen túlbecsülte és ezért visszavonult seregével. Ennek a német főparancsnokság által indokolatlannak ítélt lépésnek a következtében az oroszok meg tudták szállni Kelet-Poroszország kétharmad részét.
Prittwitz leváltása után Paul von Hindenburg gyalogsági tábornokot tették meg a 8. hadsereg élére, akinek törzsfőnöke Erich Ludendorff vezérőrnagy lett. Vezetésükkel a német csapatok a következő hetekben a tannenbergi és a mazuri-tavaki csaták révén sikeresen kiszorították az oroszokat a német területekről. Kelet-Poroszország volt Felső-Elzász és Lotaringia mellett Németország azon területe (leszámítva a gyarmatokat), melyen az első világháborúban harccselekményekre került sor.

## Előzmények

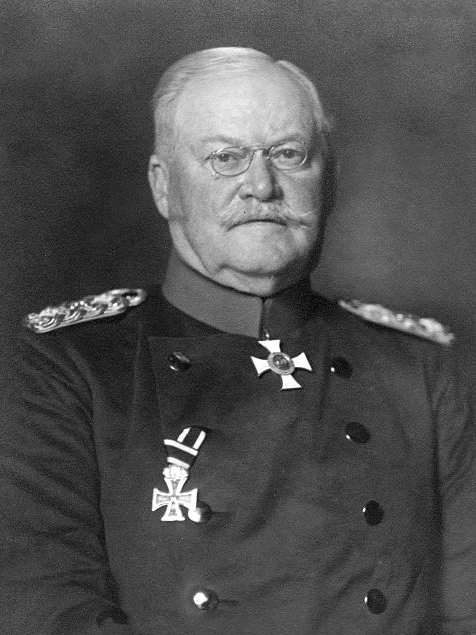
Maximilian von Prittwitz vezérezredes, a 8. német hadsereg parancsnoka

A Schlieffen-tervben foglaltaknak megfelelően a Német Birodalom a szárazföldi hadsereg zömét nyugaton vonta össze, hogy a Franciaország felett aratandó gyors győzelemmel megelőzze Oroszországnak ebbe a hadjáratba való beleszólását és ezzel elkerülje a kétfrontos háborút. A Birodalom keleti felét a Maximilian von Prittwitz vezérezredes vezette 8. német hadsereg védelmezte.
II. Miklós orosz cár 1914. július 30-án rendelte el az orosz hadsereg mozgósítását. Habár a mozgósítás augusztus közepéig még nem zárult le, Franciaország és Nagy-Britannia Oroszországot a minél gyorsabb fellépésre sürgette, hogy a nyugati fronton tapasztalt erős német nyomást csökkenteni lehessen és veszélyes helyzet álljon elő a Német Birodalom számára. Ebből a célból a Pavel von Rennenkampf vezette 1. orosz hadsereget (Nyemán hadsereg) és az Alekszandr Vasziljevics Szamszonov vezette 2. orosz hadsereget (Narev hadsereg) támadásra küldték Kelet-Poroszország ellen.

## A hadseregek összetétele

### Németország
8. hadsereg
- I. hadtest Hermann von François gyalogsági tábornok
  - 1. hadosztály
  - 2. hadosztály
- XVII. hadtest August von Mackensen lovassági tábornok
  - 35. hadosztály
  - 36. hadosztály
- XX. hadtest Friedrich von Scholtz tüzérségi tábornok
  - 37. hadosztály
  - 41. hadosztály
- I. tartalékos hadtest Otto von Below altábornagy
  - 1. tartalékos hadosztály
  - 36. tartalékos hadosztály
- 1. lovassági hadosztály

### Oroszország
XX. hadtest (Vlagyimir Vasziljevics Szmirnov tábornok)
- 28. gyalogsági hadosztály (Nikolaj Alekszejevics Laskevics)
- 29. gyalogsági hadosztály (Anatoli Nikolajevics Rosenschild von Paulin)

III. hadtest (Nikolaj Alekszejevics Jepancsin)
- 25. gyalogsági hadosztály (Pavel Iljics Bulgakov)
- 27. gyalogsági hadosztály (Mihail Mihajlovics Adaridov)

IV. hadtest (Szultán Erisz Giráj Alijev tábornok)
- 30. gyalogsági hadosztály (Eduard Arkagyevics Koljankovszki)
- 40. gyalogsági hadosztály (Nikolaj Nikolajevics Korotkjevics)

I. lovashadtest (Nahicsvanszki, a harcokban nem vett részt)
- 1. gárda lovashadosztály (Nikoláj Nikolájevics Kasznakov)
- 2. gárda lovashadosztály (Georgi Ottovics Rauch)
- 2. lovashadosztály (Husszein Khan Nahicsvanszki)

### A szembenálló felek ereje
Vlagyimir Letjagin 1914. augusztus 7-re vonatkozóan (gregorián naptár szerinti augusztus 20.) a következő erőket adja meg:
| Fél   | Gyalogos | Lovas | Ágyú                       | Géppuska |
| ----- | -------- | ----- | -------------------------- | -------- |
| Orosz | 63.800   | 9.152 | 380 (nehéztüzérség nélkül) | 252      |
| Német | 74.400   | 9.780 | 408 (ebből 44 nehézlöveg)  | 224      |

## A csata lefolyása

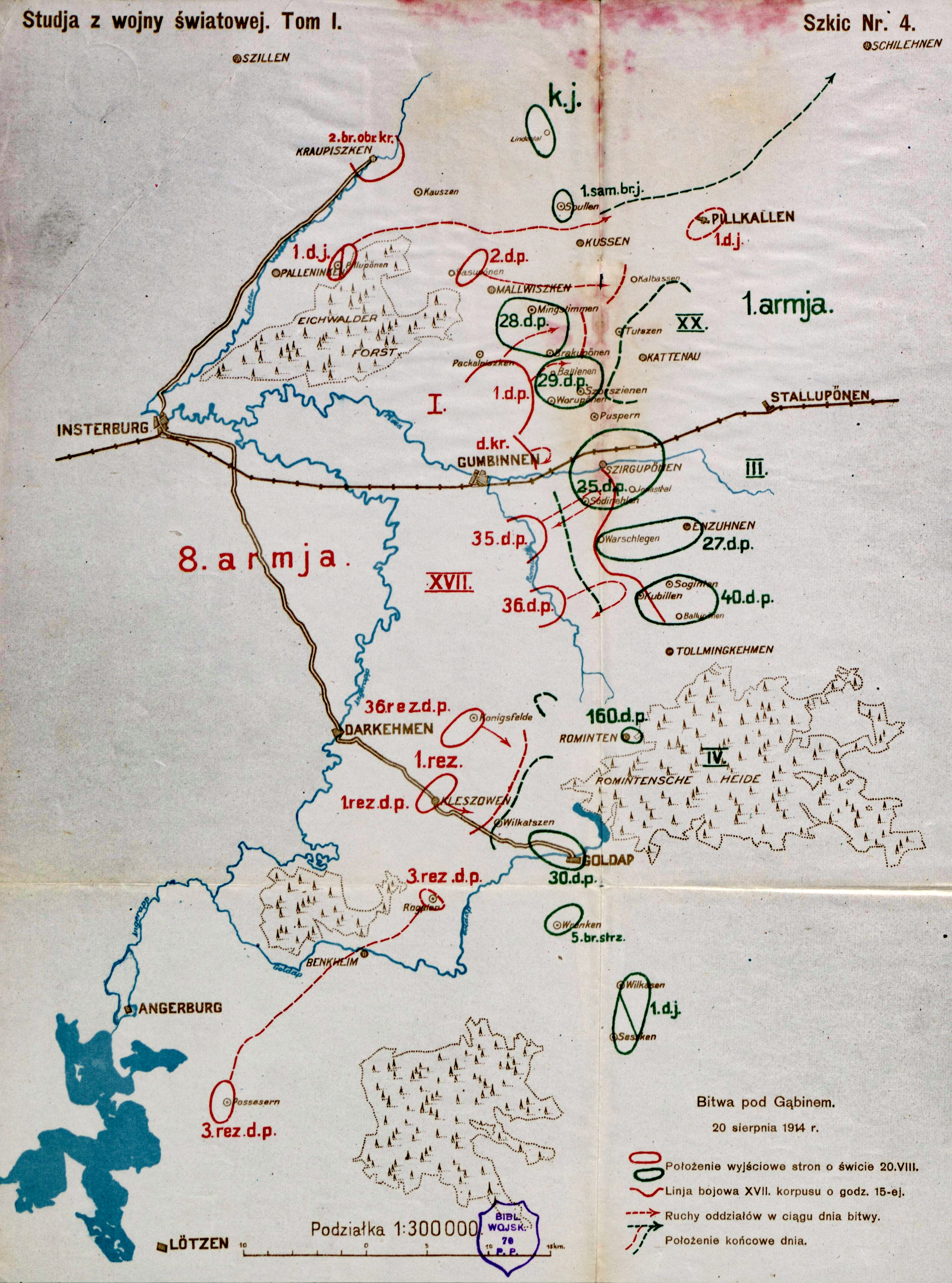
A csata vázlata

### Az orosz támadás
Az oroszok augusztus közepén indították meg az offenzívájukat azzal a céllal, hogy bekerítsék és megsemmisítsék a 8. német hadsereget. Az északi szárnyon támadó 1. orosz hadsereg már augusztus 17-én Wistyten és Schirwindt között, a Rominteni-erdőtől északra egy 40 km széles frontvonalon betört Kelet-Poroszországba. Itt még a nap folyamán sor került a stallupöneni csatára a Hermann von François tábornok vezette I. porosz hadtesttel. Maximilian von Prittwitz a hadseregét a Mazuri-tavaktól északra az Angerapp folyó mentén állította fel. Azzal számolt, hogy az oroszok itt fognak támadni, ő pedig átkarolja őket. Eközben Kelet-Poroszország déli részét a Friedrich von Scholtz tábornok vezette XX. hadtestnek kellett védelmeznie.
Augusztus 19-én az oroszok a Goldaptól délre és keletre lévő térségből több helyen támadtak Darkehmen irányába, de a németek ezeket vissza tudták verni. Ezzel egyidőben az orosz lovasság északon Kraupischken és Schillehnen irányába nyomult előre. Az orosz XX. hadtesthez tartozó 29. hadosztály Kattenautól nyugatra ütközött német csapatokba.

### Német ellentámadás
A német légifelderítés arról számolt be, hogy a két orosz hadsereg között rés keletkezett, míg a rádiófelderítés azzal az információval szolgált, hogy Rennenkampf augusztus 20-án pihenőt tart a hadseregének. François felderítői a stallupöneni csata után azt tapasztalták, hogy az 1. orosz hadsereg északi szárnya biztosítás nélkül maradt, ezért kérelmezte, hogy a 2. hadosztállyal támadást indíthasson, melyhez a XVII. hadtest és az I. tartalékos hadtest támogatását kérte. François az ellenoffenzíva megindítása mellett érvként hozta fel, hogy a katonáinak nagy része keletporosz, akiknek a moráljára a visszavonulás és a szülőföldjük harc nélküli átengedése nagy csapást mérne, továbbá azt, hogy az oroszok messze nem olyan erősek, mint azt feltételezik róluk és ezt egy elfogott, kódolatlan rádióüzenet is alátámasztotta. Prittwitz vonakodva járult hozzá az ellentámadás megindításához, megjegyezve, hogy „az I. hadtest kifőzte nekünk a levest, és nekünk meg kell azt ennünk.”
A 8. német hadsereg az ellentámadást augusztus 20-án indította meg, amit északról az 1. lovashadosztály (Brecht altábornagy) fedezett. Az északi szárnyon François tábornok I. hadteste sikereket ért el. A 2. hadosztály (von Falk altábornagy) éjszakai menetelést követően reggelre áthatolt a Zülkinner-erdőn és a már tüzérségi harcot vívó 1. hadosztálytól (von Conta altábornagy) jobbra kapcsolódott be a harcba és első próbálkozásra elfoglalta Mallwischkent átkarolva a 28. hadosztályt, melyet Husszein Khan Nahcsivanszki lovassága – tisztázatlan okokból kifolyólag – védelem nélkül hagyott. Ez az orosz hadosztály 60%-os veszteséget szenvedett a harcokban. Az 1. orosz hadsereg jobb szárnyát (XX. és részben a III. hadtestet) visszaszorították. A német 1. hadosztály az orosz 29. gyalogsági hadosztállyal csapott össze 03:30-tól kezdődően csapott össze. Ennek az orosz hadosztálynak egy váratlan ellenlökése Niebudszen közelében a németeket szorította vissza és a német 2. hadosztály bal szárnyát megállították Radszennél. Königsberg erődítményének fő tartaléka (Brodrück altábornagy) az 1. hadosztálytól délre a Rominte folyótól, majd Augstupönentől nyugatra Springenig foglalt állást.
Délebbre a centrumban Mackensen XVII. hadteste és Below I. tartalékos hadteste eddigre még nem fejlődött fel a támadáshoz Gumbinnentől keletre és nem volt harcra kész állapotban. François északi sikereinek hírét hallva Mackensen 04:30-kor támadást indított a 35. és 26. hadosztályokkal Girnen és Plicken között Rennenkampf III. hadteste ellen, mely a 25. és 27. hadosztályokból állt. Below ekkor még nem tudott bekapcsolódni a harcokba. François támadása után az oroszok tisztában voltak azzal, hogy ezen a frontszakaszon is német támadásra számíthatnak, ezért igyekeztek a nehéztüzérségüket felvonultatni ennek elhárításához. A német támadás kezdetben jól haladt, de elakadt amint az orosz tüzérség lőtávolságán belülre került, ezután pedig az oroszok a szárnyak ellen indított támadással meghátrálásra kényszerítették a németeket. A 35. hadosztálynak (von Henning tábornok) a Walterkehmentől északkeletre lévő területre kellett visszavonulnia és a 36. hadosztály (von Heineccius tábornok) ismét Perkallennél, a Rominte mögött gyülekezett. Mackensen hadteste súlyos veszteségeket szenvedett, egyedül a gyalogság 8000 embert, további 1000 fő hadifogságba került.
Időközben a déli szakaszon Below altábornagy Kleszowennél álló I. tartalékos hadteste ahelyett, hogy a parancsai értelmében Goldap felé haladt volna előre, északnak fordult, hogy Mackensen segítségére siessen, de eközben az oroszok 30. hadosztálya oldalba támadta. Below emiatt képtelen volt előrehaladni és kisegíteni Mackensent. A harcokban mindkét fél súlyos veszteségeket szenvedett. A  Bwnkhwimnél álló német 3. tartalékos hadosztály (Curt von Morgen) túl későn érkezett be ahhoz, hogy beavatkozhasson. Ezek után mindkét fél a másnapi összecsapásokhoz készülődött.

### A német csapatok visszavonulása

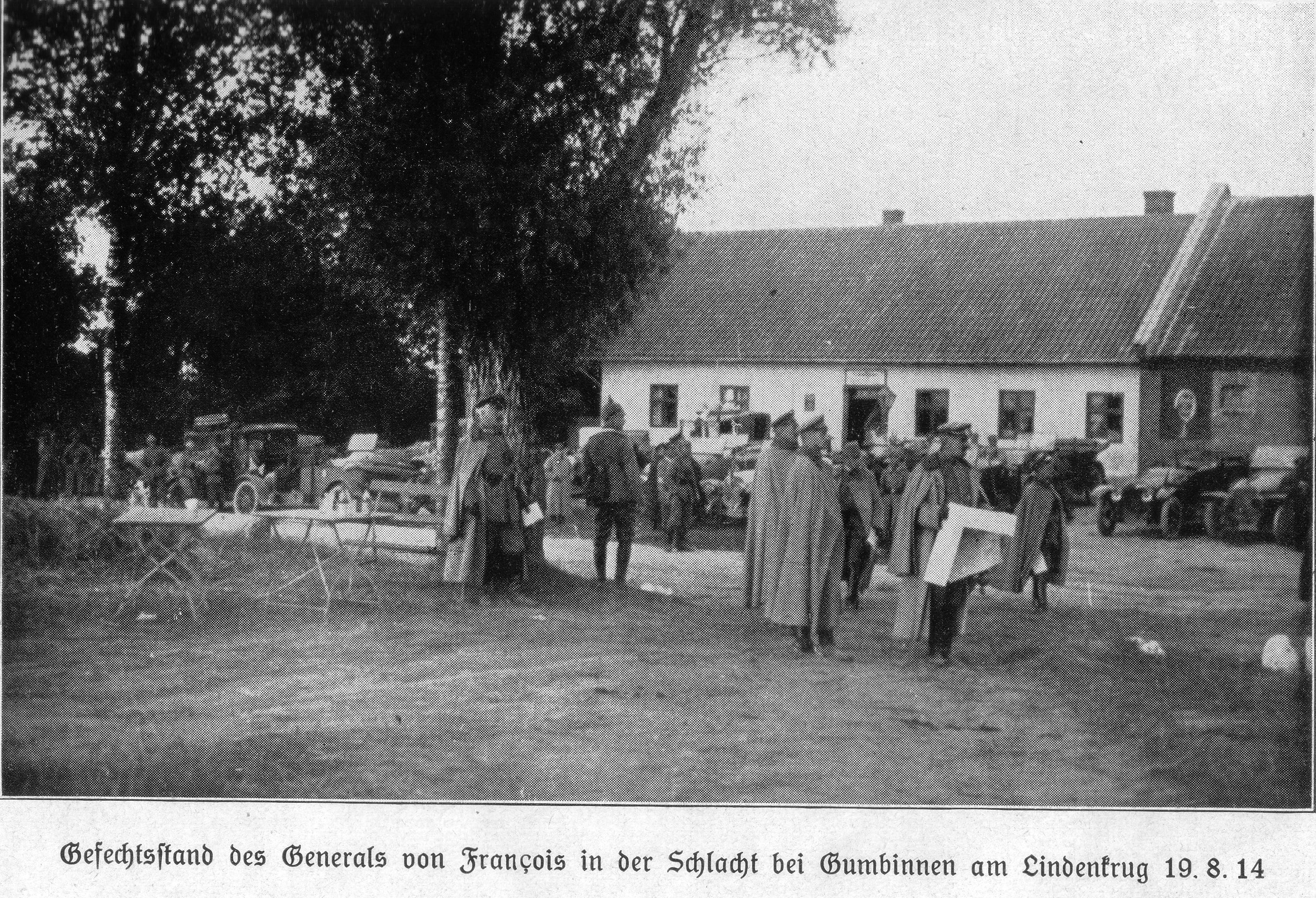
François tábornok harcálláspontja

Mikor jelentések érkeztek arról, hogy a 2. orosz hadsereg (Szamszonov) a Mazuri-tavaktól nyugatra átlépte a déli határt, Prittwitz a Visztula mögé való visszavonulás mellett döntött. Erre a felsőbb utasításai is felhatalmazták, mivel a hadsereg főparancsnokságától (Oberste Heeresleitung, röviden: OHL) azt az utasítást kapta, hogy ne kockáztassa a hadseregének elvesztését, amennyiben a helyzet ezt kívánja, akkor adja fel Kelet-Poroszországot és vonuljon vissza a Visztula mögé. Prittwitz úgy vélte, erre a lépésre szükség van, hogy elkerülje a bekerítést, vagy hogy Szamszonov a hátába kerüljön.
A hadsereg törzsénél mindenekelőtt a főszállásmester, Paul Grünert vezérőrnagy, és az első törzstiszt, Max Hoffmann alezredes voltak azon a véleményen, hogy a következő napon jó esély kínálkozik a sikerre. Meglátásuk szerint Prittwitz a visszavonulással elszalasztotta volna annak lehetőségét, hogy az 1. orosz hadseregre vereséget mérjen, majd az előretörő 2. orosz hadsereget megtámadja, mely utóbbi menetelve nem lenne azonnal harcképes. Prittwitz és törzsfőnöke, Georg von Waldersee vezérőrnagy azonban kitartottak a döntésük mellett.
A gumbinneni csata döntetlennel végződött, az oroszok azonban nem vonultak vissza. A hadsereg etapfelügyelősége azt az átgondolatlan és végzetes parancsot adta ki, hogy minden aratásból származó készletet és minden jószágot a Visztula mögé kell átszállítani. Ennek következménye olyan „kocsikkal és nyájakkal a porban és forróságban haladó végeláthatatlan menekültáradat lett, amilyet Európa az előző évszázadokban alig tapasztalt meg.”

## Prittwitz tábornok leváltása
A főparancsnokságon (Großes Hauptquartier) is azon a véleményen voltak, hogy a visszavonulási parancsot elhamarkodottan adták ki. Prittwitz önbizalmát tovább gyengítette a felderítők azon jelentése, miszerint a 2. orosz hadsereg öt hadtestből és egy lovashadosztályból áll és hat orosz hadosztály épp átlépni készül a határt Mlawa irányába. Prittwitz még magának a Visztula vonalának tarthatóságát is kétségbe vonta egy a vezérkari főnökkel,  Helmuth von Moltkével folytatott telefonbeszélgetés során. Moltkének egyre inkább az lett a benyomása, hogy Prittwitz nem alkalmas a kialakult helyzet kezelésére és ezért azt tanácsolta a császárnak, hogy váltsa le a 8. hadsereg vezetéséről.
A császár eleget tett a kérésnek és augusztus 22-én Prittwitzet és Waldersee-t felmentette. Prittwitz lett az első hadseregparancsnok a háborúban, akit leváltottak. A 8. hadsereg új parancsnoka a már három éve nyugdíjazott Paul von Hindenburg gyalogsági tábornok lett. Törzsfőnökének Erich Ludendorff vezérőrnagyot tették meg, akire a mozgósítási tervek eredetileg a nyugati frontra rendelendő 2. hadsereg főszállásmestereként számítottak.
A gumbinneni csata után elrendelt visszavonulásból a 8. hadsereg új vezetése ellentámadásba ment át, ami a tannenbergi csatához vezetett.

## Fordítás
- Ez a szócikk részben vagy egészben  a   Schlacht bei Gumbinnen című német Wikipédia-szócikk ezen változatának fordításán alapul.  Az eredeti cikk szerkesztőit annak laptörténete sorolja fel. Ez a jelzés csupán a megfogalmazás eredetét és a szerzői jogokat jelzi, nem szolgál a cikkben szereplő információk forrásmegjelöléseként.

## Linkek
- Schlacht bei Gumbinnen
- Gumbinnen (DeutscheSchutzgebiete.de)